# Carmelo Bossi
Carmelo Bossi, född 15 oktober 1939 i Milano, död 23 mars 2014 i Milano, var en italiensk boxare.
Bossi blev olympisk silvermedaljör i lätt mellanvikt i boxning vid sommarspelen 1960 i Rom.